# Tootsie
Tootsie – amerykański film komediowy z 1982 roku w reżyserii Sydneya Pollacka.

## Obsada
- Dustin Hoffman – Michael Dorsey / Dorothy Michaels
- Jessica Lange – Julie Nichols
- Teri Garr – Sandy Lester
- Dabney Coleman – Ron Carlisle
- Charles Durning – Leslie „Les” Nichols
- Bill Murray – Jeff Slater
- Sydney Pollack – George Fields
- Geena Davis – April Page
- George Gaynes – John Van Horn

i inni

## Fabuła
Bezrobotny aktor, Michael Dorsey nie może znaleźć pracy przez swój narowisty charakter. Pewnego dnia idzie na przesłuchanie przebrany za kobietę i otrzymuje jedną z głównych ról w mydlanej operze. Jako Dorothy staje się sławny, lecz sytuacja komplikuje jego sprawy osobiste.

## Nagrody i nominacje
Oscary za rok 1982
- Najlepsza aktorka drugoplanowa – Jessica Lange
- Najlepszy film – Sydney Pollack, Dick Richards (nominacja)
- Najlepsza reżyseria – Sydney Pollack (nominacja)
- Najlepszy scenariusz oryginalny – Larry Gelbart, Murray Schisgal, Don McGuire (nominacja)
- Najlepsze zdjęcia – Owen Roizman (nominacja)
- Najlepsza piosenka – It Might Be You – muz. Dave Grusin; sł. Alan Bergman, Marilyn Bergman (nominacja)
- Najlepszy dźwięk – Arthur Piantadosi, Les Fresholtz, Rick Alexander, Les Lazarowitz (nominacja)
- Najlepszy montaż – Fredric Steinkamp, William Steinkamp (nominacja)
- Najlepszy aktor – Dustin Hoffman (nominacja)
- Najlepsza aktorka drugoplanowa – Teri Garr (nominacja)

Złote Globy 1982
- Najlepsza komedia lub musical
- Najlepszy aktor w komedii lub musicalu – Dustin Hoffman
- Najlepsza aktorka drugoplanowa – Jessica Lange
- Najlepsza reżyseria – Sydney Pollack (nominacja)
- Najlepszy scenariusz – Larry Gelbart, Murray Schisgal (nominacja)

Nagrody BAFTA 1983
- Najlepszy aktor – Dustin Hoffman
- Najlepsza charakteryzacja – Dorothy J. Pearl, George Masters, C. Romania Ford, Allen Weisinger
- Najlepszy film – Sydney Pollack, Dick Richards (nominacja)
- Najlepsza reżyseria – Sydney Pollack (nominacja)
- Najlepszy scenariusz adaptowany – Larry Gelbart, Murray Schisgal (nominacja)
- Najlepsze kostiumy – Ruth Morley (nominacja)
- Najlepsza piosenka – Tootsie – muz. Dave Grusin; sł. Alan Bergman, Marilyn Bergman (nominacja)
- Najlepsza aktorka – Jessica Lange (nominacja)
- Najlepsza aktorka drugoplanowa – Teri Garr (nominacja)